# Purina
La purina es una base nitrogenada, un compuesto orgánico heterocíclico aromático. La estructura de la purina está compuesta por dos anillos fusionados, uno de seis átomos y el otro de cinco. En total estos anillos presentan cuatro nitrógenos, tres de estos son básicos, ya que tienen el par de electrones sin compartir en orbitales sp2 en el plano del anillo, el nitrógeno restante no tiene carácter básico ya que el par de electrones no compartidos que posee, es parte del sistema de electrones π del sistema aromático, por lo cual se encuentran deslocalizados e incapaces de captar un protón. 
Dos de las bases de los ácidos nucleicos, adenina (también llamada 6-aminopurina) y guanina (o 2-amino-6-oxo-purina), son derivados de una purina. En el ADN (ácido desoxirribonucleico, almacenador principal y fundamental de la información genética en todos los seres vivos), estas bases se unen con sus pirimidinas complementarias, la timina (2,4-dioxi-5-metilpirimidina) y la citosina (2-oxi-6-aminopirimidina), a través de enlaces de hidrógeno.
- A = T (enlace doble)
- G ≡ C (enlace triple)

En el ARN (ácido ribonucleico, encargado principalmente de copiar y transmitir la información genética en todos los seres vivos), la complementaria de la adenina es el uracilo (o 2,4-dioxipirimidina) en vez de la timina:
- A = U (enlace doble)
- G ≡ C (enlace triple)

Cuando las purinas son metabolizadas en el interior de las células se produce ácido úrico. Este ácido úrico se puede cristalizar en las articulaciones, por diferentes motivos, produciendo gota o en los riñones o vías urinarias produciendo así litiasis úrica. 
Si en cambio se degradan en el intestino delgado por medio de enzimas pancreáticas se hidrolizan en nucleósidos y bases libres.

## Historia
La palabra «purina» (del latín: pura urina ‘pura orina’) fue acuñada por el químico alemán Hermann Emil Fischer en 1884 cuando propuso su estructura. Fue sintetizado por Fischer por primera vez en 1899. El material de partida para la secuencia reactiva fue el ácido úrico (8), que había sido aislado de cálculos renales por Scheele en 1776. El ácido úrico (8) se hizo reaccionar con PCl5 para dar 2,6,8-tricloropurina (10), que fue convertido con HI y PH4I para dar 2,6-diiodopurina (11). El producto se redujo a purina (1) a base de polvo de zinc. Las purinas son también mucho más grandes que las pirimidinas.